# مزد سرباز
مزد سرباز (به انگلیسی: Soldiers' Pay) نام نخستین رمان ویلیام فالکنر، نویسندهٔ اهل ایالات متحده آمریکا است. این کتاب در سال ۱۹۲۶ منتشر شد.